# 薇薇安·梅德拉諾
薇薇安·梅德拉諾（英語：Vivienne Medrano，1992年10月28日—）或稱網名，薩爾瓦多裔美國動畫師、插畫師、漫畫家和配音員。以創作成人動畫《地狱客栈》及《極惡老大》而聞名。

## 早年
薇薇安·梅德拉諾生於马里兰州弗雷德里克。看了1942年電影《小鹿斑比》後對動畫產生興趣。小學三年級時開始使用諸如画图之類的美術軟體。她是長老教會教徒，自稱記得去教會詢問聖經中的許多故事，尤其是亞當、夏娃和路西法。早期藝術風格深受《外星入侵者齊姆》的影響。梅德拉諾搬到紐約市，2010年9月起就讀視覺藝術學院。

## 個人生活
梅德拉諾是雙性戀。

## 影視作品

### 電影
| 標題             | 年份 | 職位 | 職位 | 職位 | 職位       | 職位 | 角色 | 附註               |
| 標題             | 年份 | 導演 | 編劇 | 製片 | 動畫或美術 | 其他 | 角色 | 附註               |
| ---------------- | ---- | ---- | ---- | ---- | ---------- | ---- | ---- | ------------------ |
| 《攪拌石！》（Blenderstein!） | 2011 | 否   | 否   | 否   | 否         | 是   | -    | 短片；助理         |
| 《666之子》（Son of 666）  | 2013 | 是   | 是   | 否   | 否         | 否   | -    | 短片；創作者       |
| 《倒啦》（Timber）     | 2014 | 是   | 否   | 否   | 否         | 否   | -    | 短片；創作者       |
| 《厄運傑克》（Bad Luck Jack） | 2020 | 是   | 是   | 否   | 是         | 否   | -    | 《動物恐懼症》短片 |

### 網路
| 標題           | 年份      | 職位 | 職位       | 職位 | 職位       | 配音角色                       | 附註       |
| 標題           | 年份      | 編劇 | 執行製片人 | 導演 | 動畫或美術 | 配音角色                       | 附註       |
| -------------- | --------- | ---- | ---------- | ---- | ---------- | ------------------------------ | ---------- |
| 《太吵了》（Too Loud） | 2017–2019 | 否   | 否         | 否   | 是         | 莎拉（Sarah）                       | 動畫師     |
| 《地狱客栈》   | 2019–     | 是   | 是         | 是   | 是         | -                              | 創作者     |
| 《極惡老大》   | 2019–     | 是   | 是         | 是   | 是         | 基妮（Keenie） 迪莉（Deerie） 雜貨店收銀員 | 創作者     |
| 《Eddsworld》  | 2021      | 否   | 否         | 否   | 否         | 臉譜畫家                       | 單集：〈〉 |

## 外部連結
- YouTube上的薇薇安·梅德拉諾頻道
- 薇薇安·梅德拉諾在互联网电影资料库（IMDb）上的資料（英文）